# تنهایی یک دونده استقامت (فیلم)
تنهایی یک دونده استقامت (انگلیسی: The Loneliness of the Long Distance Runner) فیلمی به کارگردانی تونی ریچاردسون است که در ۱۹۶۲ منتشر شد. این فیلم، بر اساس داستان کوتاهی به همین نام اثر الن سیلیتو ساخته شده است.